# Maciej Musiałowski

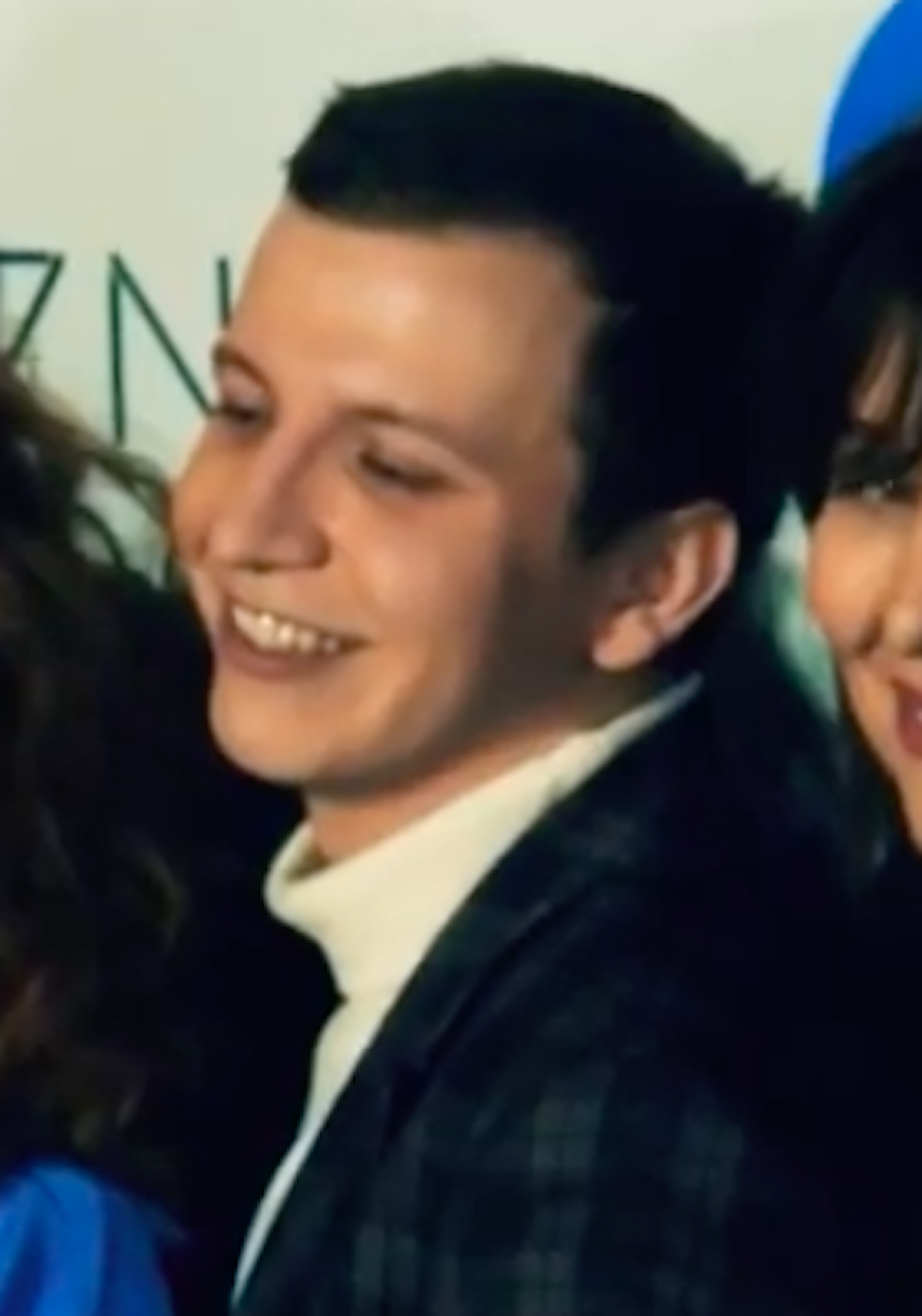
Musiałowski (2020)

Maciej Musiałowski (ur. 5 grudnia 1993 w Warszawie) – polski aktor i piosenkarz. Nominowany do Orła za najlepszą główną rolę męską w filmie Sala samobójców. Hejter (2020).

## Życiorys
Pochodzi z rodziny o tradycjach artystycznych. Ma dwóch starszych braci. Rodzice podejmowali się różnych form sztuki, takich jak muzyka, malarstwo czy literatura. Jego matka jest multiinstrumentalistką, a ojciec gra na gitarze i śpiewa. W domu porozumiewali się dwoma językami: polskim i angielskim, co było pokierowane przynależnością jego rodziców do amerykańskiej sekty religijnej. Musiałowski ukończył LXXV Liceum Ogólnokształcące im. Jana III Sobieskiego w Warszawie oraz Wydział Aktorski Państwowej Wyższej Szkoły Filmowej, Telewizyjnej i Teatralnej im. Leona Schillera w Łodzi.
W 2015 zdobył Grand Prix w konkursie 36. Przeglądu Piosenki Aktorskiej we Wrocławiu, jak również nagrodę dziennikarzy. Za rolę Huwa Prossera w spektaklu Diabeł, który... został wyróżniony Złotą Maską, nagrodą łódzkich dziennikarzy za debiut aktorski, a także był nagradzany na festiwalach szkół teatralnych w Rabacie, Brnie i Łodzi. Otrzymał również stypendium studenckie od Ministra Kultury i Dziedzictwa Narodowego za wybitne osiągnięcia.
Na szklanym ekranie zadebiutował występem w serialu TVN Druga szansa (2016–2018), a za rolę Ksawerego Kryńskiego był nominowany do Telekamery 2017 w kategorii nadzieja telewizji. W 2018 uczestniczył w trzeciej edycji programu rozrywkowego TVN Ameryka Express. W 2020 zagrał w serialu Kod genetyczny.
Uznanie krytyków zdobył rolą Tomasza Giemzy w filmie Jana Komasy Sala samobójców. Hejter (2020), za którą otrzymał nagrodę dla najlepszego aktora w Konkursie Polskich Filmów Fabularnych na Międzynarodowym Festiwalu Kina Niezależnego Off Camera oraz nominację do Orła za najlepszą główną rolę męską. Za rolę w filmie Chrzciny (2022) był nominowany do nagrody im. Zbyszka Cybulskiego. W 2024 z utworem „Daj mi jakiś znak” zajął dziewiąte miejsce w wewnętrznych eliminacjach wyłaniających reprezentanta Polski w 68. Konkursie Piosenki Eurowizji.
Pod koniec grudnia 2022 roku Maciej Musiałowski stał się właścicielem zamku w Domanicach. W sierpniu 2023 roku odbył się tam pierwszy Festiwal Sztuk Zjednoczonych, który łączył różne dziedziny sztuki.

## Filmografia
Sporządzono na podstawie materiału źródłowego:

### Filmy
| Rok  | Tytuł                   | Rola                         | Uwagi |
| ---- | ----------------------- | ---------------------------- | --- |
| 2015 | Kładka                  | Olek                         | film krótkometrażowy |
| 2017 | Soyer                   | Konrad Sadko „Soyer”         | |
| 2018 | Czuwaj                  | Tomek                        | |
| 2020 | Sala samobójców. Hejter | Tomasz Giemza                | nagroda dla najlepszego aktora w Konkursie Polskich Filmów Fabularnych na Międzynarodowym Festiwalu Kina Niezależnego Off Camera Nagroda Kulturalna Onetu i Miasta Krakowa „O!Lśnienie” w kategorii film nominacja: Orzeł za najlepszą główną rolę męską nominacja: Róża Gali w kategorii film |
| 2020 | Wyzwanie                | Marcin Madej, brat Igora     | |
| 2020 | Polot                   | Karol Tomporowski            | |
| 2022 | Chrzciny                | Tolo, syn Marianny           | nominacja: nagroda im. Zbyszka Cybulskiego |
| 2022 | Każdy wie lepiej        | Zbysio, przyjaciel Grzegorza | |
| 2022 | Kryptonim Polska        | Staszek Sułkowski            | |
| 2022 | Spadek                  | Jan Dunin-Modliszewski       | |
| 2023 | Freestyle               | Dawid „Diego”                | |

### Seriale
| Rok       | Tytuł            | Rola                                  | Uwagi                                                                              |
| --------- | ---------------- | ------------------------------------- | ---------------------------------------------------------------------------------- |
| 2016–2018 | Druga szansa     | Ksawery Kryński                       |                                                                                    |
| 2019      | Ultraviolet      | Stefan Front, student Szkoły Filmowej | odc. 17                                                                            |
| 2020      | Kod genetyczny   | Piotr Skowroński                      |                                                                                    |
| 2021      | Osiecka          | Roman Polański                        | odc. 5                                                                             |
| 2021      | Random           | Stanisław „Buka12"                    | audioserial (odc. 1–5) finałowy, 6. odcinek ukazał się w internecie w formie wideo |
| 2022–2023 | The Office PL    | Patryk Kowalski, brat Patrycji        | odc. 17, 24, 36                                                                    |
| 2022      | Kryptonim Polska | Staszek Sułkowski                     |                                                                                    |
| 2024      | Krew             | Kacper Dąbrowa                        | odc. 7–10, 12                                                                      |

### Etiudy szkolne
- 2015: Chain Glass
- 2015: Chinese Husky
- 2015: Gigant
- 2015: Męczennicy – Benjamin
- 2018: Fascinatrix – błazen Hieronim
- 2018: Tsantsa – Bruno

## Dyskografia
Single
| Rok  | Tytuł                                     | Certyfikat             | Sprzedaż       | Album                      |
| ---- | ----------------------------------------- | ---------------------- | -------------- | -------------------------- |
| 2021 | „Zabierz tę miłość” (oraz Julia Wieniawa) | - POL: platynowa płyta | - POL: 50 000+ | Random (ścieżka dźwiękowa) |
| 2024 | „Znak”                                    |                        |                | _                          |

Pozostałe utwory
| Rok  | Tytuł                                                                           | Album                                                         | Źródło |
| ---- | ------------------------------------------------------------------------------- | ------------------------------------------------------------- | ------ |
| 2016 | „No Matter”                                                                     | Druga szansa (ścieżka dzwiękowa)                              | [ 16 ] |
| 2016 | „Melancholy”                                                                    | Druga szansa (ścieżka dzwiękowa)                              | [ 16 ] |
| 2016 | „Vanishing Kings” (oraz Magdalena Berus)                                        | Druga szansa (ścieżka dzwiękowa)                              | [ 16 ] |
| 2019 | „Mamo moja”                                                                     | Laureaci Przeglądu Piosenki Aktorskiej we Wrocławiu 1976–2019 | [ 17 ] |
| 2020 | „World on Fire”                                                                 | Wyzwanie (ścieżka dzwiękowa)                                  | [ 1 ]  |
| 2020 | „Love K”                                                                        | Wyzwanie (ścieżka dzwiękowa)                                  | [ 1 ]  |
| 2020 | „Siedzę na ganku”                                                               | Wyzwanie (ścieżka dzwiękowa)                                  | [ 1 ]  |
| 2022 | „Parostatek”                                                                    | Tribute to Krzysztof Krawczyk. Urbański Orkiestra i Goście    | [ 18 ] |
| 2024 | „Brzeg” (Miuosh i Zespół Pieśni i Tańca „Śląsk”, gościnnie: Maciej Musiałowski) | Pieśni współczesne. Tom II                                    | [ 19 ] |